# Crisia tubulosa
Crisia tubulosa is een mosdiertjessoort uit de familie van de Crisiidae. De wetenschappelijke naam van de soort is voor het eerst geldig gepubliceerd in 1875 door Busk.